# 岡山県立美術館

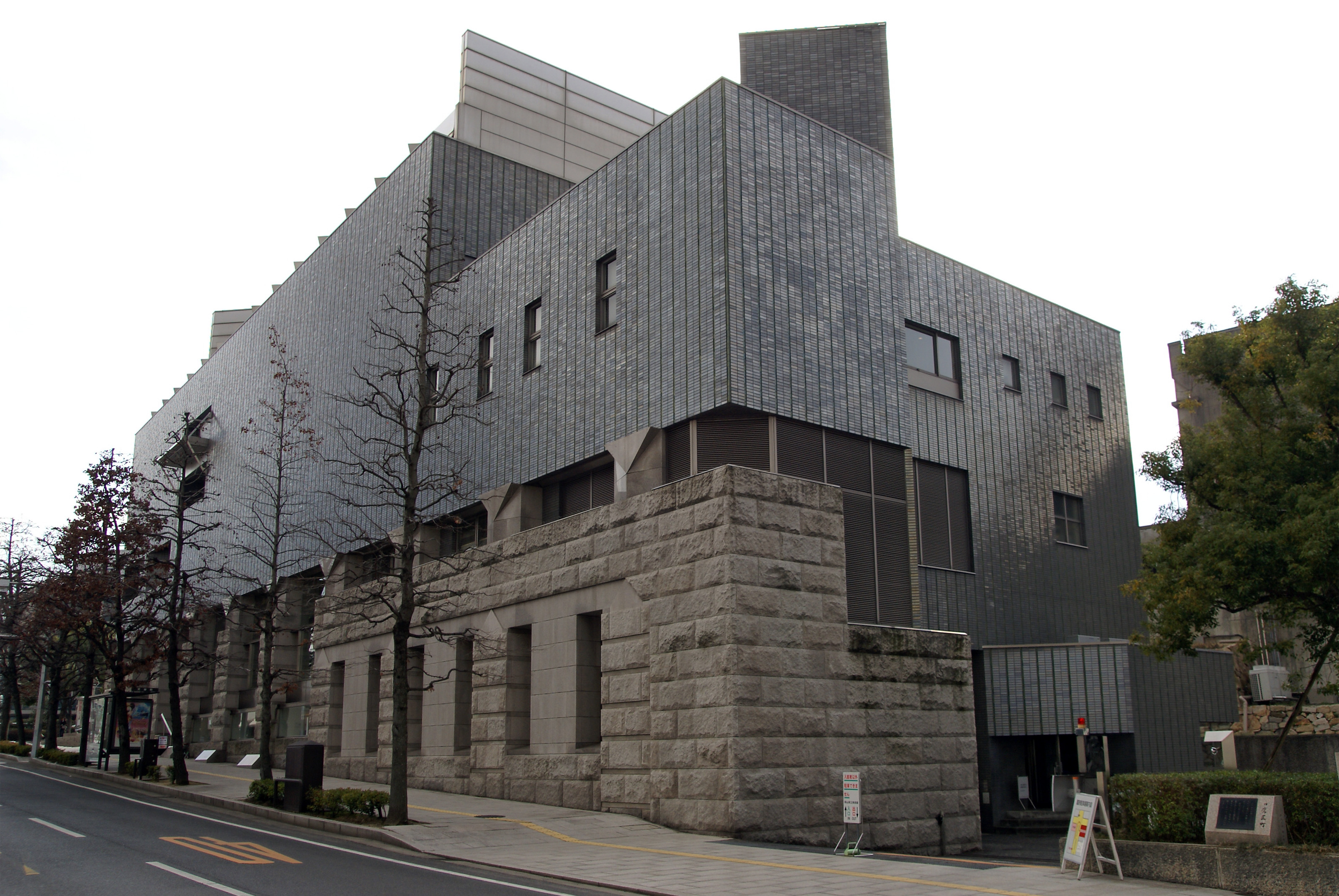
城下筋より望む岡山県立美術館

岡山県立美術館（おかやまけんりつびじゅつかん、The Okayama Prefectural Museum of Art）は、岡山県岡山市北区にある美術館。通称「県美」（けんび）。

## 概要
当美術館は岡山市の中心街天神町にあり、後楽園や岡山城にほど近い場所で、1988年、岡山市天神山地区の再開発事業として岡山県により開設された。同館は、郷土ゆかりのすぐれた美術作品を収集・展示するとともに、内外の芸術活動を紹介する展覧会やイベントを開催し、県民の幅広い文化活動の発展に寄与することを目的として設置された。施設の設計は最高裁判所などの作品で有名な建築家・岡田新一によるものである。収集方針は、岡山の美術をメインとし、それを支える作品や資料を絵画・彫刻・工芸などジャンルを問わず集めるというものである。公共美術館として郷土を重視するのは当然であるが、県立美術館のなかで同館ほど「郷土ゆかり」に徹する館は珍しい。常設展として所蔵している美術品は「岡山の美術展」として公開するほか、特別展として全国の美術館の巡回展などが行われ、優れた美術品に触れる場を提供している。また、学芸員や外部講師による講座やワークショップなどを催しており、美術の普及活動にも力を入れている。
第13回(2013年度)日本建築家協会25年賞受賞。

## 沿革
- 1985年（昭和60年） 4月1日、岡山県企画局に県立美術館開設準備事務局を設置。10月28日、起工式。
- 1987年（昭和62年） 7月1日、竣工。
- 1988年（昭和63年） 3月18日、開館。

## 収蔵作品
岡山県にゆかりがある雪舟・宮本武蔵・浦上玉堂・岡本豊彦・松岡寿・原撫松・満谷国四郎・鹿子木孟郎・赤松麟作・児島虎次郎・正宗得三郎・坂田一男・池田遙邨・国吉康雄・小野竹喬・岡本唐貴・瀬本容子らをはじめとした画家の作品を寄託品含めて約5000点を所蔵する。また、正阿弥勝義の金工、平櫛田中の彫刻、備前焼の人間国宝である金重陶陽・藤原啓・山本陶秀・藤原雄の作品、高木聖鶴の書などを所蔵し、そのジャンルは古書画・日本画・西洋画・工芸・彫刻・写真・書など多岐にわたる。
古書画・日本画はおよそ1か月に1度、洋画・彫刻・工芸はおよそ3か月ごとに展示替えが行われている。主な作品として、牧谿「老子図」（「鼻毛老子」と言われる。旧東山御物）、重要文化財である玉澗「廬山図」、同じく重文の雪舟「山水図（倣玉澗）」､宮本武蔵「布袋図」､浦上玉堂「山澗読易図」、国吉康雄「祭りは終わった」、平櫛田中「五浦釣人」などがある。

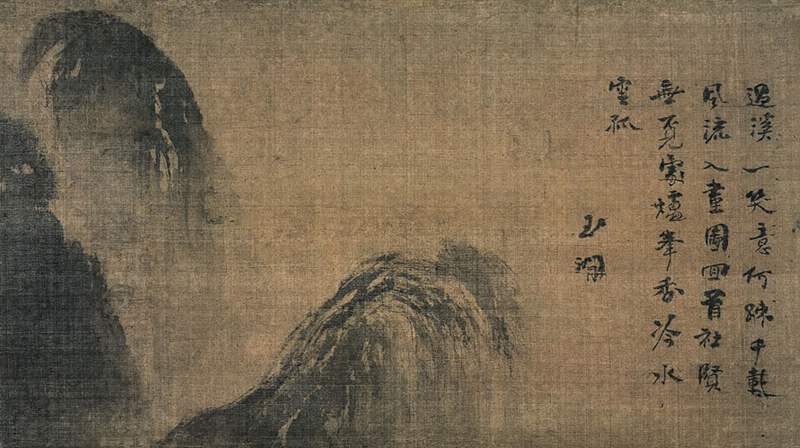
玉澗 廬山図（重要文化財）
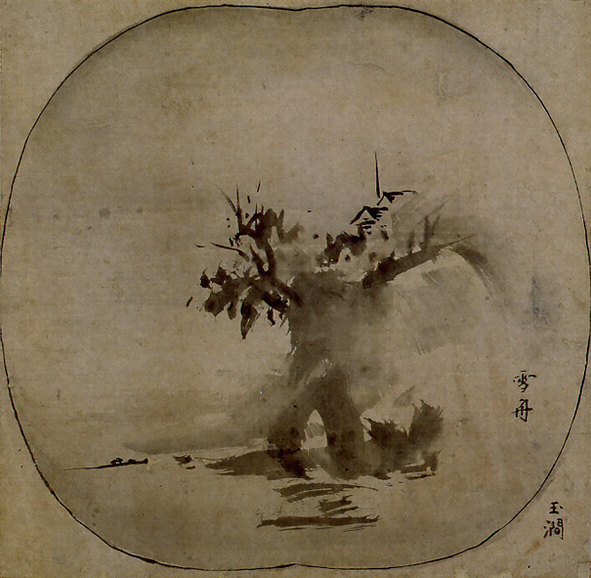
雪舟 山水図（仿玉澗）（重要文化財）
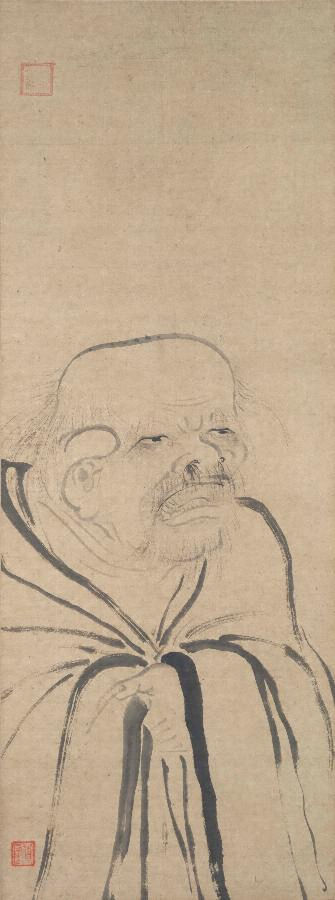
牧谿 老子図（重要文化財）

## 交通アクセス
- JR岡山駅から東へ徒歩15分
- 岡電バス　藤原団地行き　「美術館前」下車、徒歩すぐ
- 宇野バス　四御神（しのごぜ）行きまたは瀬戸駅前行き　「表町入口」下車、徒歩3分
- 岡山電気軌道東山本線　城下電停下車、北へ徒歩2分

## 関連文献
- 山口健二、赤木里香子、大橋功「「岡山県立美術館 学校と美術館の連携委員会」の戦略と成果 - 伝統文化の学習支援プロジェクト：“スゴ技ながもち”とハブ教員」『美術教育』2013年第297号、日本美術教育学会、2013年、34-42頁、doi:10.11356/arted.2013.34。
- 『岡山県立美術館収蔵作品選2018（館蔵ならびに寄託作品による）』 岡山県立美術館編・発行、2018年3月
- 『岡山県立美術館コレクション』日本文教出版「岡山文庫」、2022年10月。ISBN 978-4821253289